# Johannes Rau
Johannes Rau (Wuppertal, 16 gennaio 1931 – Berlino, 27 gennaio 2006) è stato un politico tedesco, Presidente federale della Germania dal 1º luglio 1999 al 30 giugno 2004, è stato membro della Partito Socialdemocratico di Germania e presidente dal 1993 al 1995.
Nel 1969 venne eletto sindaco della sua città natale, Wuppertal, rinunciando alla carica un anno più tardi per diventare ministro della Scienza del Land della Renania Settentrionale-Vestfalia nella coalizione social-liberale di Heinz Kühn. Nel 1978, lo sostituisce come ministro-presidente, e due anni dopo, conquista la maggioranza assoluta nel Landtag. È presente alle elezioni del 1985, durante le quali ottiene il miglior risultato elettorale per il suo partito.
Nel 1987, è l'avversario di Helmut Kohl nella candidatura alla Cancelleria federale, ma viene pesantemente sconfitto, in uno scenario che si sarebbe ripetuto alle elezioni presidenziali del 1994 di fronte a Roman Herzog. L'anno dopo, al fine di mantenere il potere a livello regionale, è costretto ad allearsi con i Verdi, per poi abbandonare la guida del governo nel 1998, dopo quasi venti anni in carica, un record regionale. Vero "patriarca" della SPD, è il nuovo candidato per le elezioni presidenziali del 1999, che vince al ballottaggio, divenendo così, dal 1969, il primo socialdemocratico ad essere eletto presidente federale. Uno dei principali punti del suo mandato è il perdono collegato all'Olocausto ebraico in un intervento alla Knesset. Lascia la carica nel 2004, senza rinnovare il suo mandato. Muore nel 2006, a seguito di una lunga malattia cardiaca. Venne sepolto nel Cimitero di Dorotheenstadt, a Berlino.

## Biografia

### Formazione e carriera
Terzo di cinque fratelli, figlio di un pastore protestante, contrario al nazismo: Ewald Rau e di Helene Rau, nata Hartmann. Lasciò la scuola nel 1948 per studiare giornalismo. Iniziò a lavorare nel 1949 come libero professionista nella Westdeutschen Rundschau. Completò il suo apprendistato nel 1952 divenendo assistente editoriale a Wuppertal. Nel 1953 ottenne una posizione come editorialista letterario in una piccola casa editrice situata a Witten.
L'anno seguente, venne nominato amministratore delegato della casa editrice protestante, Jugenddienst-Verlag, specializzata in letteratura giovanile. È entrato nel consiglio di amministrazione nel 1964 e ha assunto l'incarico nel 1965, dimettendosi due anni dopo.

## Carriera politica

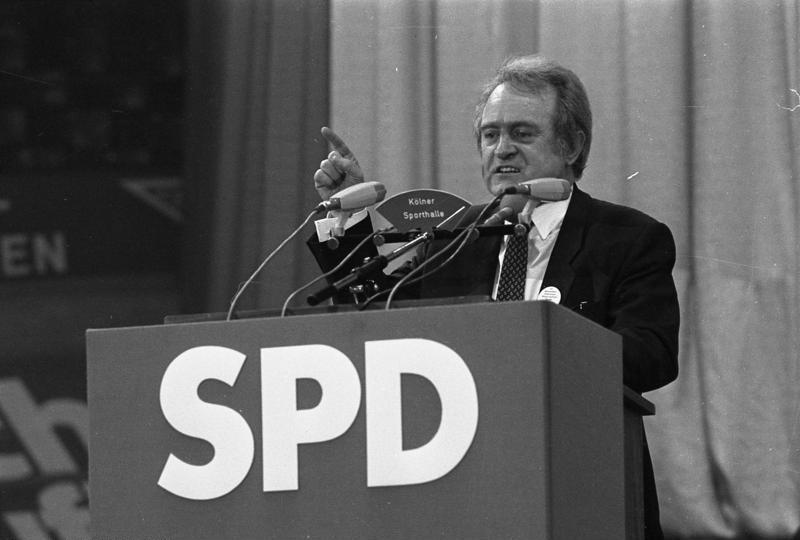
Johannes Rau al congresso della SPD nel 1983.

Fu membro del Partito Popolare Pan-Tedesco (GVP), fondato da Gustav Heinemann. Il partito era noto per aver proposto la riunificazione tedesca fin dal 1952 fino a quando non è stato sciolto nel 1957.
Nel 1958 il pacifista Rau e il suo mentore politico, Gustav Heinemann, aderirono al Partito Socialdemocratico tedesco (SPD), attivo a Wuppertal. Fu anche vice presidente del partito della SPD di Wuppertal ed eletto in seguito al Consiglio Comunale (1964-1978), dove fu presidente del gruppo SPD (1964-1967) e poi come sindaco (1969-1970).
Nel 1958 Rau venne eletto per la prima volta in qualità di membro del Landtag (parlamento statale) della Renania Settentrionale Vestfalia. Nel 1967 divenne presidente della frazione SPD nel Landtag, e nel 1970 fu Ministro della Scienza e dell'Istruzione nel governo del ministro presidente Heinz Kühn. Guadagnò presto una reputazione come riformatore. Come parte della campagna di educazione di massa degli anni 1970, ha fondato cinque università, ciascuna in siti diversi, nel Nord Reno-Vestfalia, avviando ad Hagen la prima università di apprendimento a distanza della Germania, sul modello americano della Open University.
Nel 1977 Rau venne eletto presidente della SPD Renania Settentrionale Vestfalia e nel 1978 Ministro Presidente dello stato, dove rimase fino al 1998. In quattro elezioni l'SPD divenne il più forte partito nel Landtag; per tre volte il partito ha guadagnato la maggioranza assoluta, nel 1980, 1985, 1990 e infine nel 1995. Dal 1995 in poi Rau ha retto una coalizione SPD-Verdi nella Renania Settentrionale.
Nel 1987 ha partecipato, per l'SPD, alle elezioni per diventare cancelliere, ma il suo rifiuto di contemplare e formare una coalizione con il Partito dei Verdi, avrebbe significato che non avrebbe potuto vincere le elezioni contro l'Unione Cristiano-Democratica di Helmut Kohl (CDU). Nel 1994 Rau ha tentato per la prima volta di diventare Presidente federale, ma perse contro Roman Herzog.
Rau fu due volte Presidente del Bundesrat nel 1982 e 1983, mentre nel 1994 e 1995 ha sostituito il Presidente federale. Nel 1998 Rau si è dimesso dalle sue posizioni sia come Presidente del SPD che come Ministro Presidente.

### Presidente federale (1999-2004)

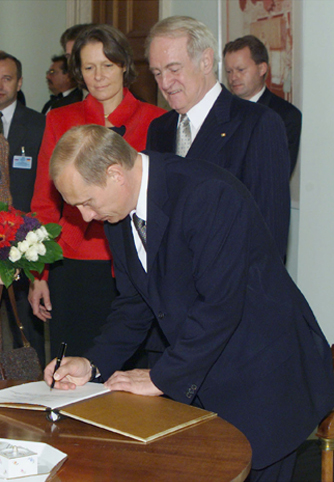
Il presidente russo Vladimir Putin con il presidente Johannes Rau e sua moglie Christina. Firma il libro dei visitatori.

Il 23 maggio 1999 fu eletto, dall'Assemblea federale di Germania, Presidente federale succedendo a Roman Herzog (CDU). Il 1º luglio 2004 venne sostituito da Horst Köhler. Come tutti i presidenti federali, Rau fu onorato da un Großer Zapfenstreich e, per suo desiderio, venne suonato l'inno "Jesus bleibet meine Freude".
Nel 2000 fu il primo capo di Stato tedesco ad affrontare la Knesset, il parlamento israeliano, e parlando in tedesco. Un passo controverso del suo discorso spinse alcuni delegati israeliani a uscire. Tuttavia, il presidente israeliano Moshe Katsav lo ha sostenuto e lo ha elogiato al fine di colmare il divario tra i due stati. Rau si impegnò profondamente per tutta vita al fine di riconciliare la Germania con il suo passato.
A seguito di un lungo periodo, muore per una malattia cardiaca, pochi giorni dopo il suo 75º compleanno, il 27 gennaio 2006. Il funerale ha avuto luogo il 7 febbraio 2006, seguito dei funerali di stato e sepolto nel Cimitero di Dorotheenstadt a Berlino.

## Vita privata

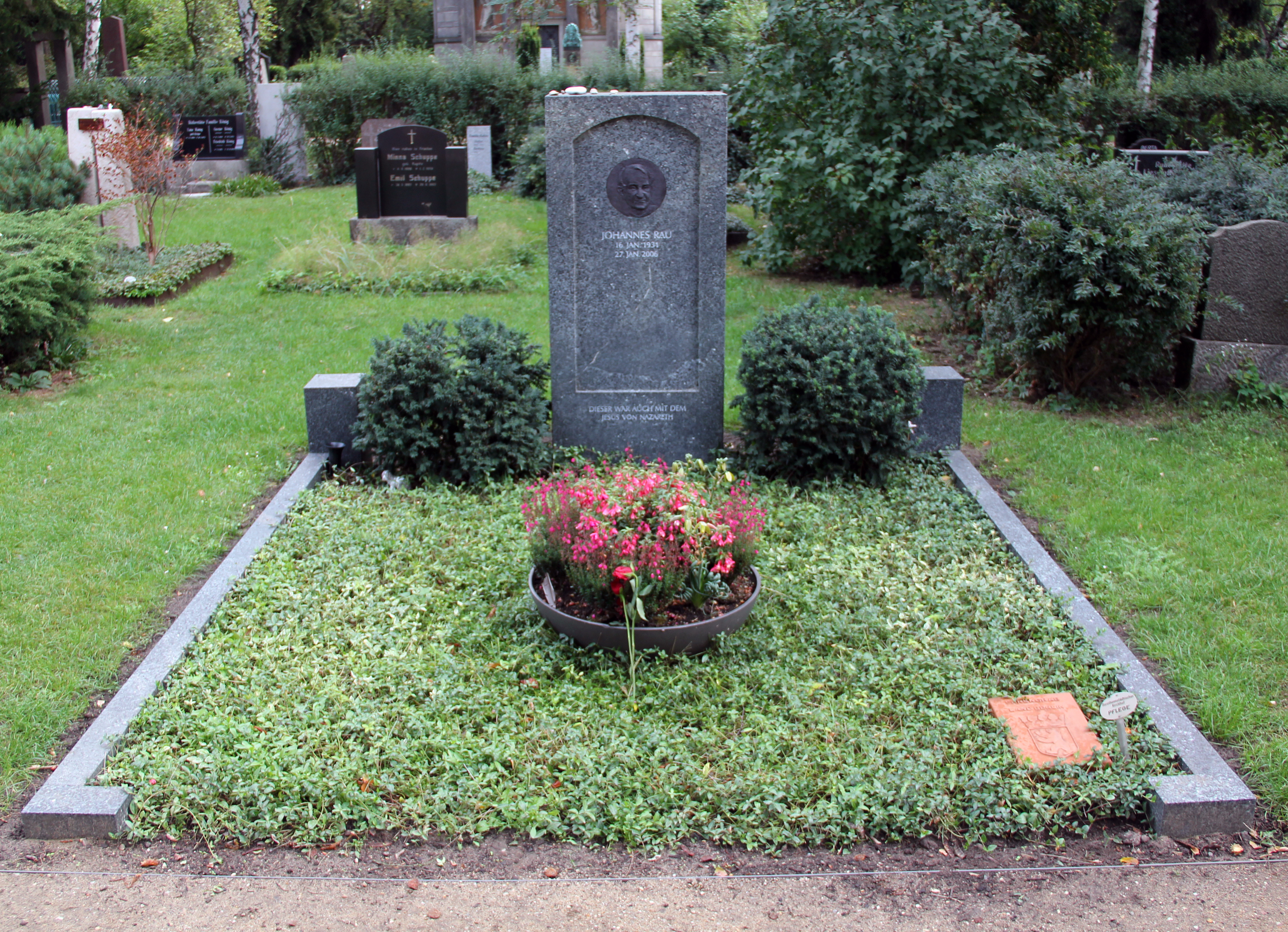
Tomba di Johannes Rau nel Cimitero di Dorotheenstadt a Berlino

Rau era conosciuto come un cristiano praticante. Ha ricoperto posizioni laiche, ed è stato membro del Sinodo della Chiesa evangelica della Renania, una chiesa membro della Chiesa evangelica tedesca.
Il 9 agosto 1982 sposa la politologa, Christina Delius (1956). Christina Rau è una nipote del mentore di suo marito, Gustav Heinemann, ex Presidente della Germania. La coppia ebbe tre figli: Anna Christina, classe 1983, Filippo Emanuele, nato nel 1985 e Laura Helene, nata nel 1986.
Dal 1995 Rau era consapevole della presenza di un pericoloso aneurisma situato nell'aorta addominale, ma ha rifiutato un'operazione per rispetto del suo ufficio e l'imminente elezione a presidente. Il 23 luglio 2000 fu sottopostao all'operazione presso l'Ospedale Universitario di Essen. Il 18 agosto 2004 ha dovuto inoltre subire un difficile intervento al cuore, in cui gli è stata inserita una valvola cardiaca artificiale. Solo due mesi più tardi, il 19 ottobre 2004, gli venne rimosso chirurgicamente un ematoma nella cavità addominale.
Dopo aver lasciato l'ufficio ha vissuto con la sua famiglia nella capitale federale, Berlino. Tuttavia, erano proprietari anche di una casa a Wuppertal.

## Discorsi e scritti
- Die neue Fernuniversität. Ihre Zielsetzung, ihr Aufbau und ihre geplante Arbeitsweise.[12] Econ-Verlag, Düsseldorf/Wien 1974, ISBN 3-430-17637-9.
- LebensBilder.[13] Texte von Johannes Rau. Hrsg. von Rüdiger Reitz und Manfred Zabel. Gütersloher Verlagshaus Mohn, Gütersloh 1992, ISBN 3-579-02192-3.
- Friede als Ernstfall. Reden und Beiträge des Bundespräsidenten.[14] Hrsg. von Dieter S. Lutz. Nomos, Baden-Baden 2001, ISBN 3-7890-6846-2.
- Wird alles gut? Für einen Fortschritt nach menschlichem Maß. „Berliner Rede“ des Bundespräsidenten am 18. Mai 2001 im Otto-Braun-Saal der Staatsbibliothek zu Berlin..[15] Suhrkamp, Frankfurt 2001, ISBN 3-518-06649-8.
- Geschichte in Porträts.[16] Hänssler, Holzgerlingen 2001, ISBN 3-7751-3820-X.
- Dialog der Kulturen – Kultur des Dialogs. Toleranz statt Beliebigkeit.[17] Herder, Freiburg/Basel/Wien 2002, ISBN 3-451-05332-2.
- Den ganzen Menschen bilden – wider den Nützlichkeitszwang. Plädoyer für eine neue Bildungsreform.[18] Beltz, Weinheim/Basel 2004, ISBN 3-407-85786-1.
- Medien zwischen Anspruch und Realität[19]. In: Axel Balzer, Marvin Geilich & Shamim Rafat (Hrsg.): Politik als Marke. Politikvermittlung zwischen Kommunikation und Inszenierung.[20] Lit, Berlin/Münster 2006, ISBN 3-8258-8146-6, S. 42–51.
- Wer hofft, kann handeln. Gott und die Welt ins Gespräch bringen. Predigten.[21] Hänssler, Holzgerlingen 2006, ISBN 978-3-7751-4498-8.
- Lust auf Zukunft. Reden.[22] Ausgew. und eingeleitet von Elisabeth Domanky. Klartext-Verlag, Essen 2006, ISBN 978-3-89861-663-8.
- Zukunfts-Verantwortung. Reden von Bundespräsident Johannes Rau zu Natur- und Umweltschutz.[23] Oekom-Verlag, München 2007, ISBN 978-3-86581-056-4.